# Strongylosteus
Strongylosteus är ett utdött släkte av förhistoriska benfiskar som levde under äldre jura (Toarcian epok).